# Der geheime Roman des Monsieur Pick
Der geheime Roman des Monsieur Pick (Originaltitel: Le mystère Henri Pick) ist eine französische Komödie aus dem Jahr 2019, die auf dem gleichnamigen Roman von David Foenkinos (2016) basiert. Die Regie führte Rémi Bezançon, das Drehbuch schrieb Bezançon mit seiner Ehefrau Vanessa Portal. Die Romanvorlage trägt in der deutschen Übersetzung den Titel „Das geheime Leben des Monsieur Pick“.

## Handlung
In der Bücherei eines kleinen Ortes in der Bretagne (Crozon) befindet sich eine „Bibliothek der (von den Verlagen) abgelehnten Bücher“. Eine junge Herausgeberin stößt dort auf das Manuskript eines unbekannten Autors, von dem sie so begeistert ist, dass sie beschließt, es in ihrem renommierten Verlag zu veröffentlichen. Der Roman wird ein Bestseller und lenkt das Interesse der Öffentlichkeit auf den Autor Henri Pick, einen zwei Jahre zuvor verstorbenen Pizzabäcker, und dessen Familie.
Der bekannte Literaturkritiker Jean-Michel Rouche bezweifelt in seiner Fernsehsendung die Authentizität des Autors und provoziert dadurch einen Skandal. Er verliert daraufhin seine Stelle und seine Ehefrau. Unbeirrt macht er sich auf die Suche nach dem wahren Autor des Romans und erhält dabei unerwartet Hilfe durch Joséphine Pick, die belesene Tochter des Pizzabäckers, der nach Aussage seiner Frau nie ein Buch gelesen hat.